# Harang

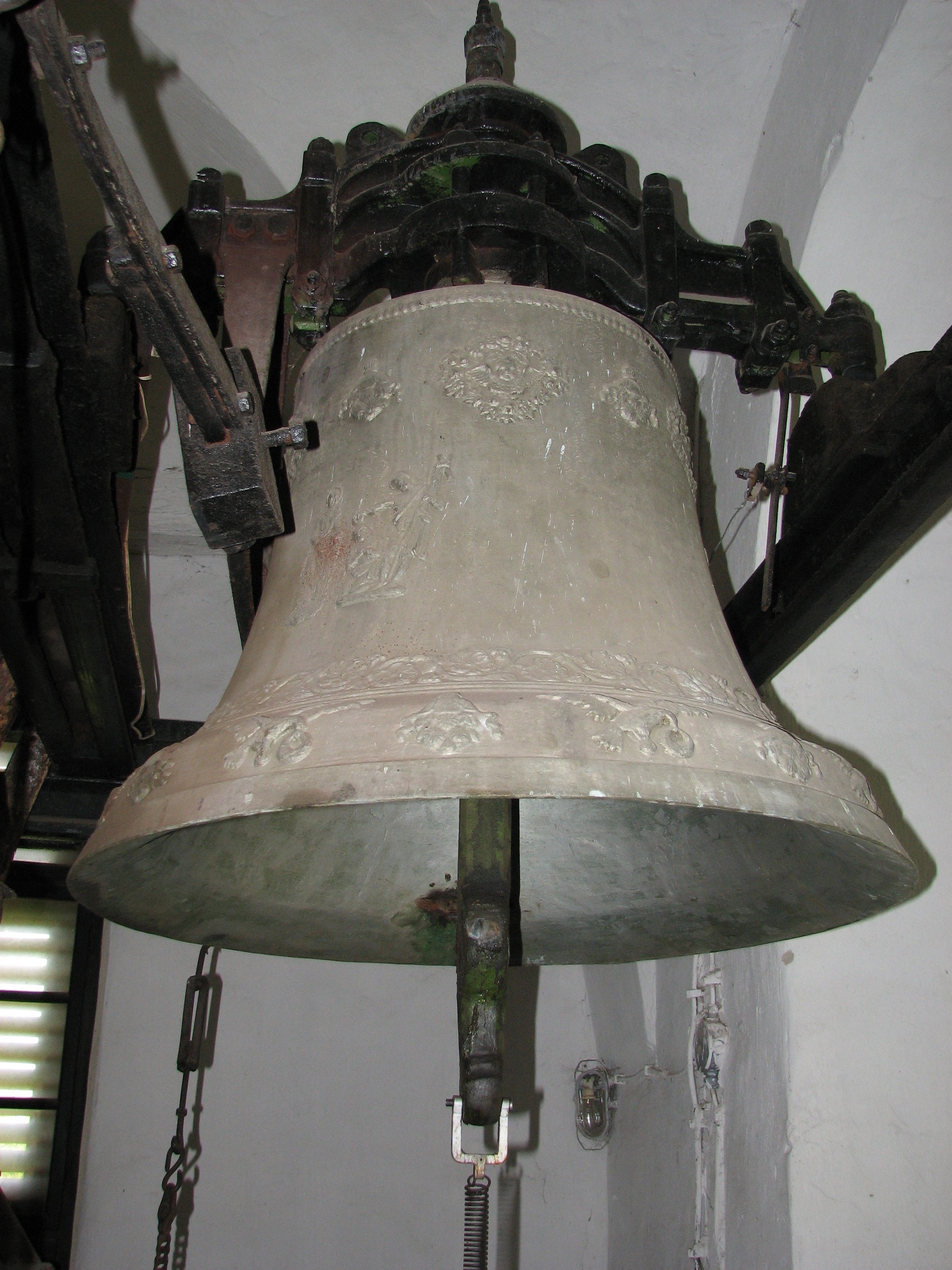
A hajdúdorogi görögkatolikus székesegyház II. János Pál pápa harangja

A harang ütéssel megszólaltatott idiofon hangszer, legfontosabb szerepe az egyházban van. Anyaga leggyakrabban fém, elsősorban bronz, de lehet kerámia vagy üveg is, illetve a fémek közül az acél vagy keményvas, ritkábban alumínium. Öblös, üreges teste a mai európai változataiban leginkább felfordított kehelyre, tulipánra emlékeztet, más tájakon, más történelmi korokban lehet ettől eltérő, pl. cukorsüveg- vagy méhkasformájú. Mindig a zárt végénél függesztik fel, és a nyílása pereménél megütve szólaltatják meg. A megütés történhet a belsejében függő fémrúd („nyelv”) segítségével vagy kívülről kalapáccsal, Keleten gyakran vízszintesen felfüggesztett farúddal, megszólaltatási módjuk a harangozás.
A harangot legtöbbször hangjelzésre használják, de zenei célokra is alkalmas. A nagy méretű harangokat hagyományosan a templomok harangtornyaiban függesztik fel, vagy a templomkertben álló, külön e célra épített haranglábakban. A több behangolt harangból álló harangjátékon, a carillonon klaviatúra vagy automatikus dallamjátszó szerkezet segítségével játszanak.
A harangok mérete széles határok között lehet: a legkisebbek 5 mm körüli átmérőjűek, a legnagyobbak 5-6 méteresek. A harang kis méretű változatait pergőnek, csengőnek, csengettyűnek, kolompnak nevezik.

## Felépítése, megszólaltatása

### A harang és tartozékai
A harang általános értelemben véve csésze alakú, köpenyformájú idiofon hangszer, amely egész testében rezeg. A gongtól abban különbözik, hogy rezgésekor leginkább a nyílása pereménél mozdul ki, legkevésbé a közepén, a csúcsánál. Ennek megfelelően a csúcsánál rögzítik, függesztik fel, és a pereménél ütik meg.
A harangszerű hangszerek formája emellett nagyon változatos. Legismertebb ezek közül a modern nyugati templomi harang a maga befelé ívelt, tulipánszerű köpenyformájával, ugyanakkor a kerékpárok vagy a régi ébresztőórák csengői, a hagyományos elektromos csöngő, de a tibeti hangtálak is akusztikai szempontból a harangok közé sorolhatóak annak ellenére, hogy jóval zömökebbek, szélesebbek. A telefonszerelők szintén harangnak nevezik a régebbi telefonkészülékek elektroakusztikus csengőinek hangzóelemeit is. A keleti, buddhista harangok hosszúkás henger- vagy hordóformájúak, a kora középkori európai harangok a gótika koráig cukorsüveg- vagy méhkasformában készültek. A harangok legtöbbször forgástestek, tehát kör keresztmetszetűek, de lehetnek ovális vagy téglalap keresztmetszetűek is.

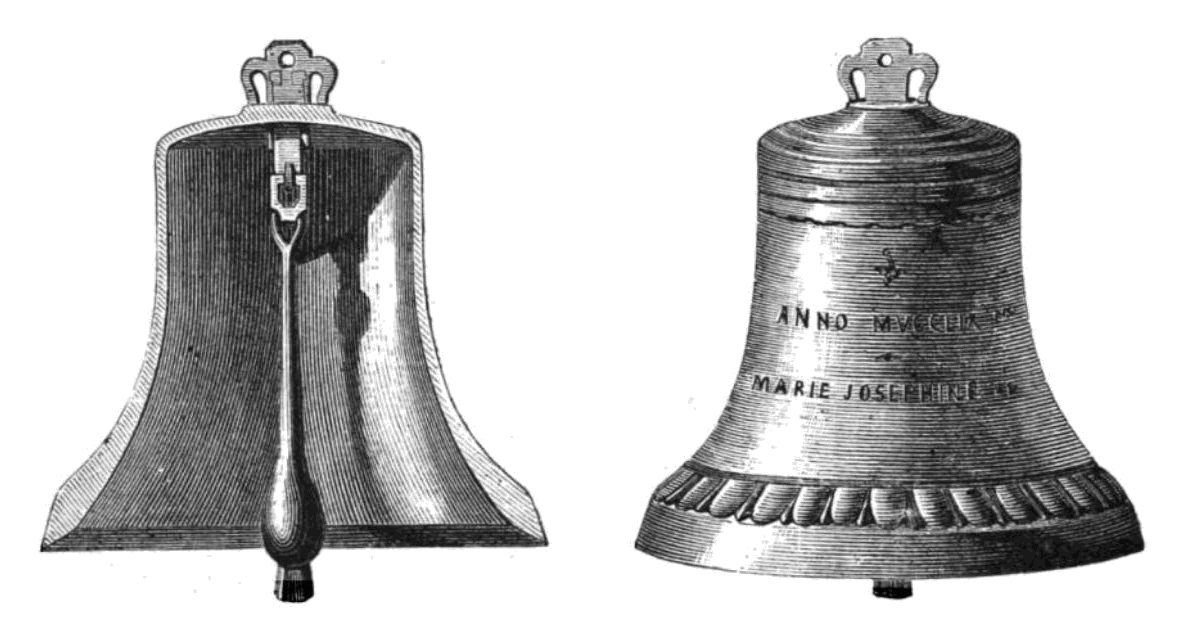
Templomi harang hosszmetszete

A ma legelterjedtebb, kehelyformájú harangok főbb részei
- a függesztő szerkezet vagy korona, leggyakoribb formája a füleskorona (ezen kívül létezik a modernebb tárcsáskorona is, amely segítségével a harang elforgathatóvá válik. Ennek következtében a harangot nem mindig ugyanott üti a nyelve, így nehezebben reped meg);
- a hangot kisugárzó hangszertest, a köpeny vagy palást, melynek megvastagodó pereme az ütőgyűrű, ahol a harangot megütik – általában öntési eljárással készül harangbronzból;
- a harang belsejében, annak középvonalában felfüggesztett harangnyelv vagy ütő, ami rendszerint vasból készül. Az ütőgyűrű vonalában kiöblösödik, ez a kiöblösödés szólaltatja meg a harangot harangozás közben.

A harang tipikus megszólaltatási módja a harangozás, melynek során a hang úgy jön létre, hogy a harangnyelv ismétlődően összeütődik a harang testével az ütőgyűrűnél. A keleti keresztény egyházak templomi harangjainál az álló palástot kongatják meg a nyelv mozgatásával, Nyugat- és Közép-Európában viszont a harang szinte mindig egy lengőszerkezetre van felszerelve, így a palást hintaszerű mozgása közben ütődik a nyelvhez.
A harang lengőszerkezetének elemei

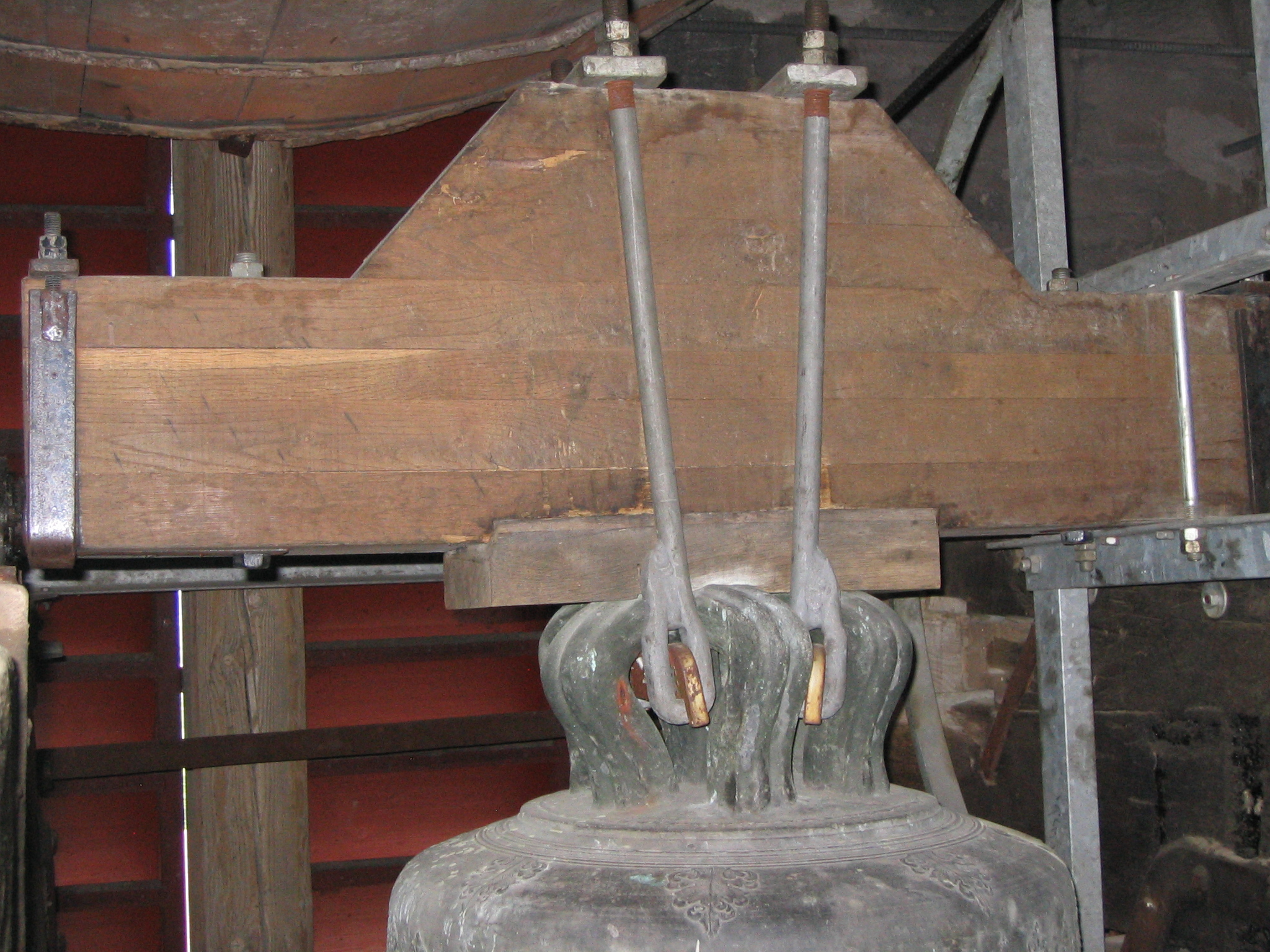
A harang koronájának rögzítése a járomhoz

- a fából vagy újabb korokban fémből készült járom, amely függesztő vasak segítségével csatlakozik a harang koronájához;
- a húzókar a kiegyenlítő súllyal, vagy a forgató kerék,
- a tengely a csapággyal, mely utóbbi a harangot tartó állványzatra, a harangszékre van rögzítve.

A templomi, vagy más óratornyokban az óraütés a harangozástól eltérő módon történik: ilyenkor egy külső kalapács, a kongató üti meg a nyugalomban lévő harangot. Ez halkabb, vékonyabb hangot ad, mint a harangozás. A kongató rendszerint a toronyórával áll kapcsolatban, annak vezérműve működteti, és általában negyed- vagy egész óránként jelzi az időt. Hasonló elven, kongatókkal működik a dallamjátszó carillon is, amely rendszerint klaviatúráról (például az orgona billentyűzetéről, de gyakrabban külsőleg, digitális úton csatlakoztatott, ún. MIDI-billentyűzet segítségével) is vezérelhető.

### Harangozási módok
A lengőszerkezet, a járom kialakításától függően kétféle fő harangozási mód létezik aszerint, hogy a harang kilengése közben az ütő a palástnak az éppen feljebb vagy lejjebb lévő részéhez csapódik-e.
A felülütős vagy repülő harangozási mód jellemzője, hogy a járom egyenes vonalú, így a harang tengelye, lengési középpontja valamivel a harangtest fölött van. A harang lendítésekor a nyelv felröppen a palást felső pozíciójáig, vagyis az ütőgyűrű felső szegmensén történik a hangkeltés, mikor a harang szinte vízszintes helyzetbe lendül. Ennek fontos feltétele, hogy a lengőszerkezet, illetve a nyelv lengésideje és fázisa jól egymáshoz legyen igazítva. A legerősebb, leggazdagabb hangzást, a leghatékonyabb sugárzást ez a megszólaltatási mód adja. Hátránya, hogy a harangozás nagy fizikai erőkifejtést igényel, a súlyos harang tömegközéppontjának ide-oda mozgása a haranglábat nagyon megterheli, az erős ütések miatt pedig a harang maga is károsodhat. Európa templomi harangjain ez a rendszer a leggyakoribb, Magyarországon is az 1860-as évekig ilyen rendszerben harangoztak, ekkortól kezdett elterjedni az alulütős harangozás. A magyar harangok 5 %-a szólal meg ilyen módon napjainkban, ez az arány Magyarországon a legkisebb.
Az alulütős rendszer esetén a kiemelt járom lefelé ívelt vagy megtört alakú, ezáltal a tengely a harang tömegközéppontjához közelebb, az ütő forgáspontja közelébe kerül. A harang kevésbé leng ki, mint a felülütős harangozás esetében, a nyelv pedig csak kis mértékben mozdul el függőleges helyzetéből. A hangképzés a palást alsó pozícióján történik, vagyis az ütőgyűrű éppen alacsonyabban lévő szegmensén. A létrejövő hang felhangokban szegényebb, „kongósabb”, fémesebb. Előnye, hogy a harangozáshoz a felülütős módhoz képest sokkal kisebb erőkifejtés szükséges, és a helyigénye is kisebb. Napjainkban Magyarországon a harangok 95 %-a alulütősen szólal meg, miután a régi harangok többségét is ebben a szellemben építették át a 20. század folyamán. Ez a megszólaltatási mód magyar találmány, és leginkább a Kárpát-medencében alkalmazzák.

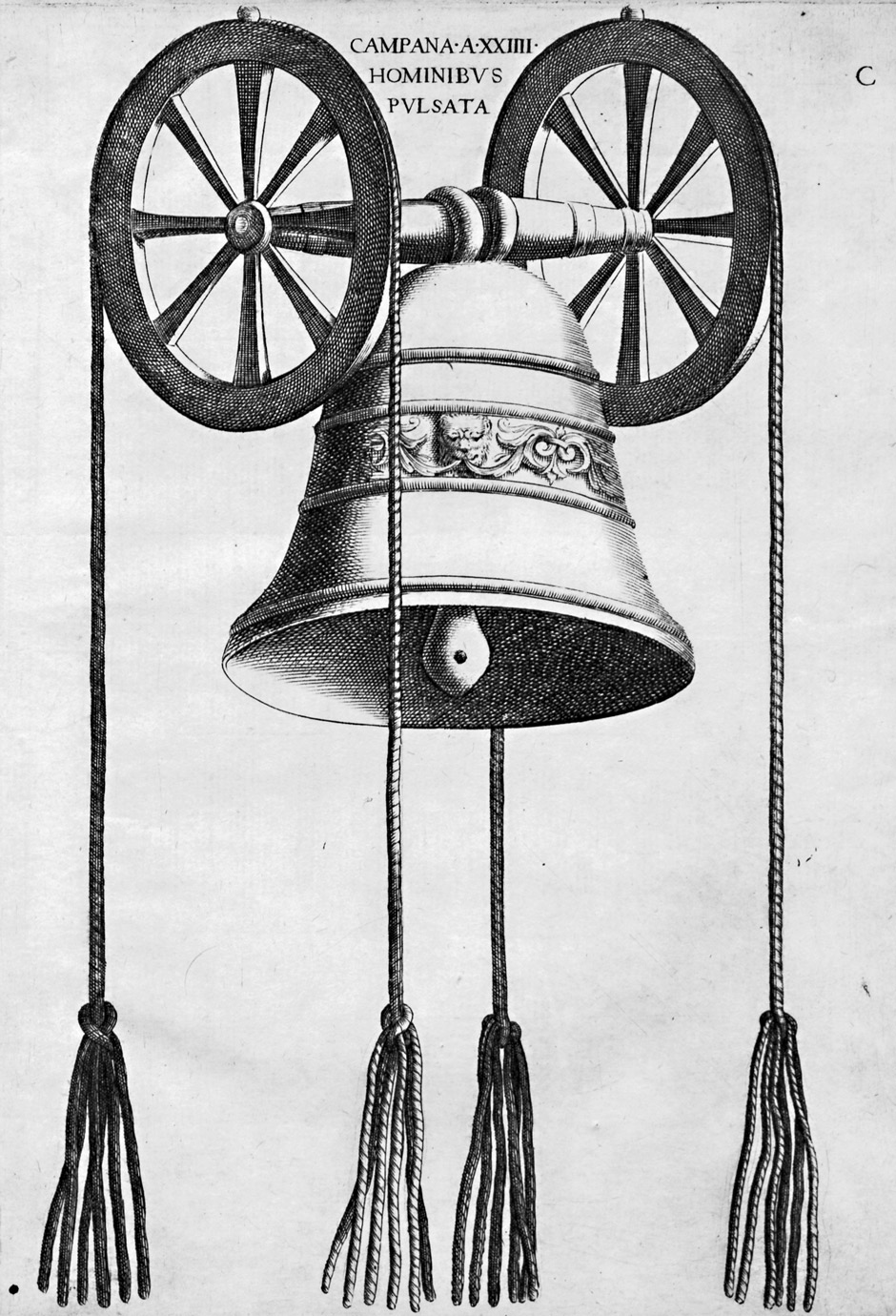
Harang a harangkötelekkel (Angelo Rocca: De campanis commentarius, Roma, Guillelmo Facciotti, 1612.)

Az alulütős harangozás úgy is megvalósítható, hogy bár a tengely a felülütős harangokra jellemzően a harangtest fölé esik, de a járom olyan tömegű és kialakítású, hogy jelentős ellensúlyt képez a harang túloldalán. Így is elérhető az, hogy a harang és a lengőszerkezet együttes tömegközéppontja a tengelyhez közelebb kerüljön. Ezt általában úgy valósítják meg, hogy az egyenes vonalú járomnak aláemelnek.
Magyar specialitás a nyelv rugóval, dróttal esetleg laza kötéllel való lekötése. Ezzel a megoldással az eredetileg felülütős rendszerben öntött harang is alulütősen szólaltatható meg, mert a nyelv nem tud felrepülni, ugyanakkor a harang villamosítása is könnyebbé válik. Ezt a megoldást szinte kizárólag Magyarország mai területén alkalmazzák. Ha a harang alulütős annak ellenére, hogy nincs lekötve a nyelve, ejtős nyelvűnek nevezik, amely szebb hangzást eredményez, mint a lekötött nyelv, ennek oka, hogy a harang magasabban tud lengeni, amit akadályoz a nyelvkötés.
Van egy olyan megoldás is, hogy a harang nyelve ellensúlyos. Ennek lényege, hogy a harang nyelve a forduláspontja fölött ellensúllyal van ellátva, így maga a harangtest ugyan nem leng ki nagyon, de ugyanakkor szintén a felső szgmensen történik ugyanúgy a hangkeltés mint felülütős esetben („álfelülütősen” szólal meg). Ezzel a móddal a harang kevésbé szól olyan szépen, mint repülő nyelvvel, viszont nem annyira fémes, mint alulütősen.

### Meghajtási módok
A lengetéssel működtetett harangok hagyományos megszólaltatási módja a kézi húzás, ami a lengőszerkezet húzókarjára, forgatókerekére szerelt egy vagy több harangkötél mozgatásával valósítható meg. Felülütős harangozásnál gyorsan, ütemesen kell a kötelet a megfelelő pillanatban megrántani, alulütős rendszernél a kötelet a lengés ütemét követve kell egyenletesen húzogatni. A kézi harangozás egy különleges esete a harang félreverése. Ennek során a harangozó nem engedi, hogy a harang a maga természetes, ingaszerű módján lengve szóljon, hanem sűrű, rángatásszerű mozdulatokkal a harangot arra kényszeríti, hogy az ütő a palástnak mindig egyazon oldalát verje, gyakorlatilag a harang egy irányba lengjen. Magyarországon vészhelyzet (például tűzvész, árvíz) esetén használták ezt a harangozási módot a lakosság figyelmeztetésére.
A kézi húzás napjainkban templomi harangoknál alig fordul elő. Az elektromosság elterjedésével megjelent a gépi harangozás, amely történhet villanymotorral vagy elektromos húzómágnessel. A harangozás időpontját gépi harangozás esetén legtöbbször előre beprogramozzák (például, hogy minden nap 12 órakor kezdődjön a déli harangszó), de a villamosított harangok általában külön villanykapcsolóval is indíthatók.

## Hangzása
A harang hangtani szempontból egy bonyolult térbeli formájú lemezként írható le, amely két dimenzióban rezeg. A rezgések hajlítási hullámok formájában terjednek a palást mentén. E hullámok kétféle csomóvonal-rendszert alakítanak ki: az egyik hosszanti „meridiánokként” osztja 4, 6, 8,… zónára a harang köpenyét, a másikat a köpeny keresztmetszeteinek megfelelő koncentrikus körök sora alkotja.
A legmélyebb hang a 4 hosszanti és nulla körcsomóvonalhoz tartozik. Ebben a rezgési módban a harang a hangvilla térbeli megfelelőjeként fogható fel, tehát a maximális kimozdulás a harang nyílásánál, a legkisebb a csúcsánál, a felfüggesztési helyénél tapasztalható. A hosszanti csomóvonalak szaporodásával, a körös csomóvonalakkal is kombinálódva emellett egyre több részhang alakulhat ki.
A harang hangja két, időben elkülönülő részből áll: az ütéshangból és a zúgóhangból.
Az ütéshang hallatszik először, ami egy rövid, fémes, határozott magasságú hang. Lecsengése nagyon gyors (hullámformája: impulzusfüggvény). Az ütéshang magassága fizikailag nem mutatható ki, az inkább egy felhangsornak a fülünk által érzékelni vélt szubjektív alaphangja, „reziduuma”.
A zúgóhang még az ütéshang teljes elhalása előtt megjelenik. Ez már a harangköpeny fizikailag is kimutatható különböző rezgési módjainak összességét tükrözi. Ez egy többhangú hangzat, melynek összetevői különböző intenzitásúak, különböző lecsengési idejűek. A harang zúgásának hangképe, hangszerkezete nagy mértékben függ a formájától. A korai középkor méhkas- és cukorsüveg-formájú, a Távol-Kelet hengeres vagy hordó alakú harangjai jobbára diszharmonikus hangszerkezetűek, a nyugati kehelyformájú harangok viszont többé-kevésbé konszonánsra hangolhatóak.

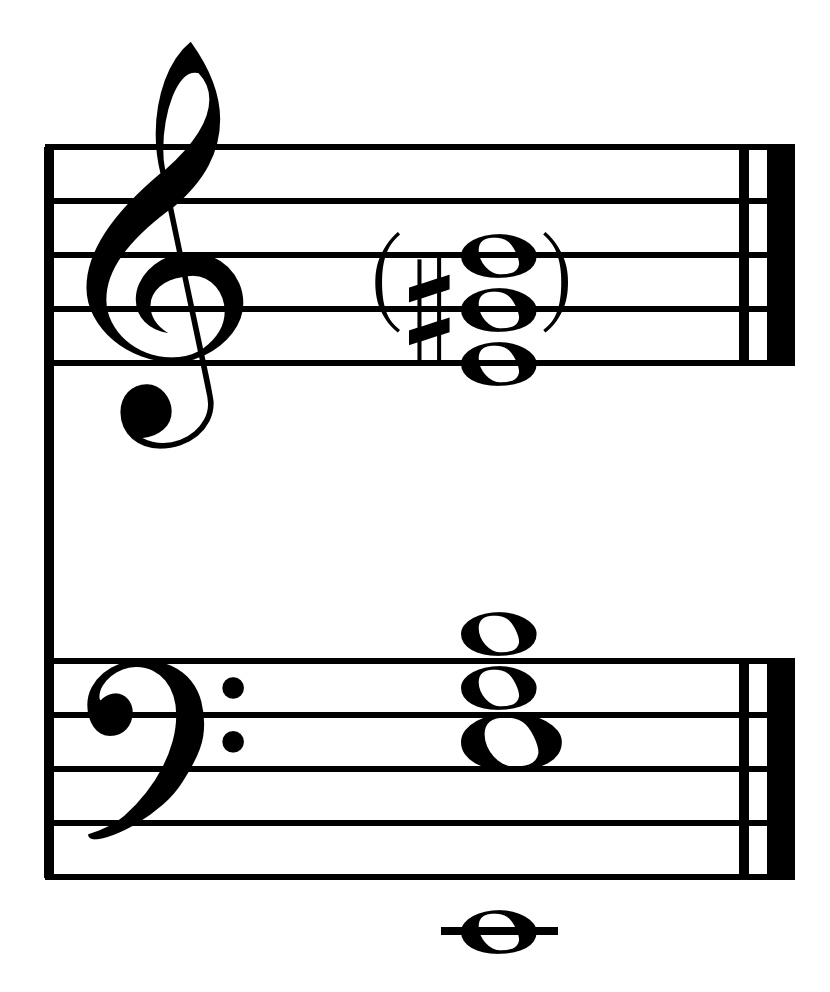
E-re hangolt harang (a híres erfurti Gloriosa) tipikus hangképe

A zúgóhang fő összetevői a kehelyformájú harangokban:
1. alsóhang (francia: bourdon, német: Unteroktave)
2. alaphang (francia: principal, német: Prime)
3. terc
4. kvint
5. felső oktáv (francia: nominal, német: Oberoktave)

Az alsóhang a harang legmélyebb hangja, ez búg a leghosszabb ideig, nagy templomi harangoknál akár percekig is, mire a harangozás után elcsendesedik a torony. A következő, szintén hosszan zengő részhang neve alaphang, mivel ezt a hangmagasságot érezzük a harang legjellemzőbb hangjának. Ideális esetben egy oktávval az alsóhang fölött szól, de ez a hangköz nónától szextig terjedhet. A harangöntők a szép hangzás érdekében arra törekednek, hogy ezt az alaphangot minél jobban összehozzák az ütéshanggal. Az alaphang fölötti terc a legtöbb harangnál (kicsit bő) kisterc, az ilyen harangokat molltercesnek nevezik. Dallamjátszó harangokhoz dúrterces harangok is készülnek, ezeknél a terc nagyterccel szól az alaphang fölött. A következő részhang, a kvint nem mindig harmonikus rendű. A felső oktávot nominálnak is nevezik, mivel a fül pontosan egy oktávval ez alatt érzékeli az ütéshangot, amely jól hangolt harangnál egybeesik az alaphanggal. A terc, a kvint és a felső oktáv lecsengési ideje rövid, 5-15 %-a az alsóhangnak.
Természetesen e hangok fölött további részhangok sorakoznak, némelyikük harmonikus, mások nem.

## Története

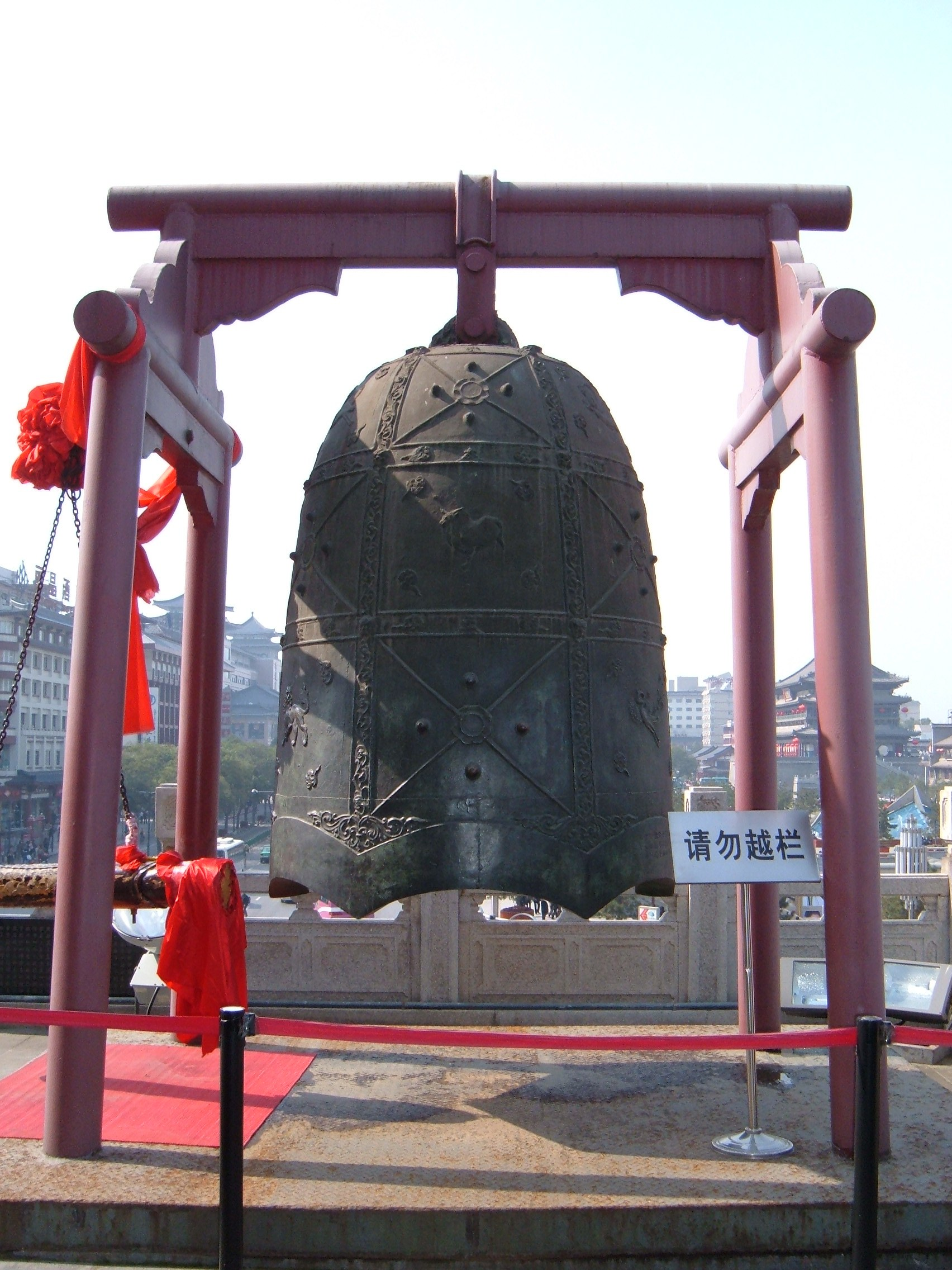
Harang a Tang-dinasztia korából (711)

A harang zenei felhasználása mellett legalább ugyanilyen jelentőségű jelzőeszközként való alkalmazása. Csengettyűk jelezték fogatok, lovaskocsik közeledtét, magaslatokra helyezett harangok veszélyre figyelmeztettek. Harangtornyokban megkondított harangok hívták, hívják össze az embereket vallási szertartásokra és egyéb gyülekezésekre, jelzik az idő múlását, fejeznek ki közös örömöt vagy gyászt.

### Ázsia, Afrika
A harang legkorábbi elődei szárított terméshéjból, agyagból, kőből készültek. Az ókori Egyiptomban arany- és ezüstharangokat is készítettek.
Ázsiában és a Közel-Keleten a Kr. e. 9. századtól kimutatható a bronzharangok használata.
Kínában a Csou-dinasztia korától a Ming-dinasztia koráig használtak behangolt harangsorozatokat zenei célokra, illetve a zenei hangrendszerek egységesítésére. Európában ehhez fogható harangjátékok a 13. században jelentek meg, majd a 17. századtól terjedtek el, mint a cymbala illetve a carillon.
A kolompok, harangok haszonállatokra függesztése démonűző eszközként funkcionált, az emberi viselet részeként az ókorban díszítő vagy mágikus szerepet töltött be.
A harang, a csengettyű mint hangszer kezdetben ritmushangszer volt, táncosokra aggatva mozdulataikat festette alá. Később keretre függesztve egyenként vagy csoportosan, rázással megszólaltatva a hangzást élénkítette, színezte udvari zenekarokban. Ebből fejlődtek ki a skálaszerűen behangolt dallamjátszó harangsorozatok, harangjátékok.

### Európa

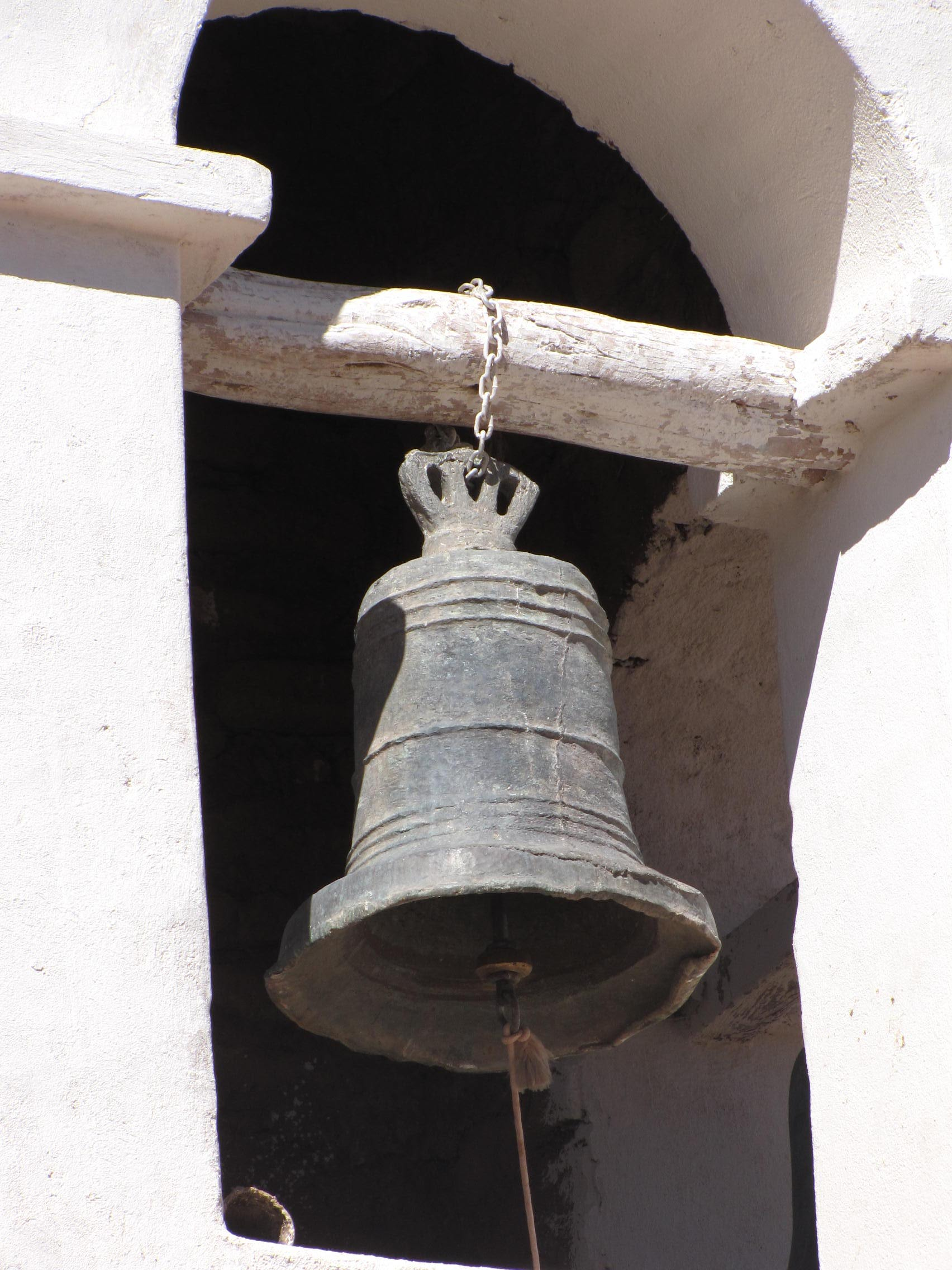
Katolikus templom harangja

Az első keresztények nem használtak harangot.
Európában az 5. és 6. században a létrejövő kolostorokban a napirend egyes cselekményeire csengettyűvel kezdtek jelt adni. A nagyobb kolostorokban nagyobb csengettyű kellett, így fejlődött ki a harang.
A keresztény egyházhoz a harang a keleti kolostorokból Oroszországon és Észak-Európán át került; Nyugaton kezdetben Írországban és Skóciában terjedt el, majd onnan Franciaországba és Itáliába jutott. A templomi harang a 6. század második felétől ismert.
Először Tours-i Szent Gergely említi a hívek összehívása céljából használt plébániai harangot. Nyugaton Nagy Károly idejében, Keleten a 11. században lett általános a harang használata.
A harangöntés európai művelői kezdetben, a 12. századig a kolostorok, különösen a bencések voltak, később polgári kézművesek privilégiuma lett.
Művészete a 15. és 16. században virágzott leginkább. 
Az európai középkorban a harang egyházi funkciója mellett világi szerepe is jelentős. Időjárásjelzőként, sőt – babonás hiedelmek alapján – elemi csapás elleni védekezésként is szolgált, majd tűz, zivatar, ítélethirdetés és -végrehajtás, tanácsülés stb. jelzésére használták, a 19. századtól az időt jelzi.
Az első és a második világháború során rengeteg harang pusztult el, mivel a háborús fegyvereket azok anyagából öntötték. A magyarországi harangállományban is komoly károkat tett a két világháború.

### Formái

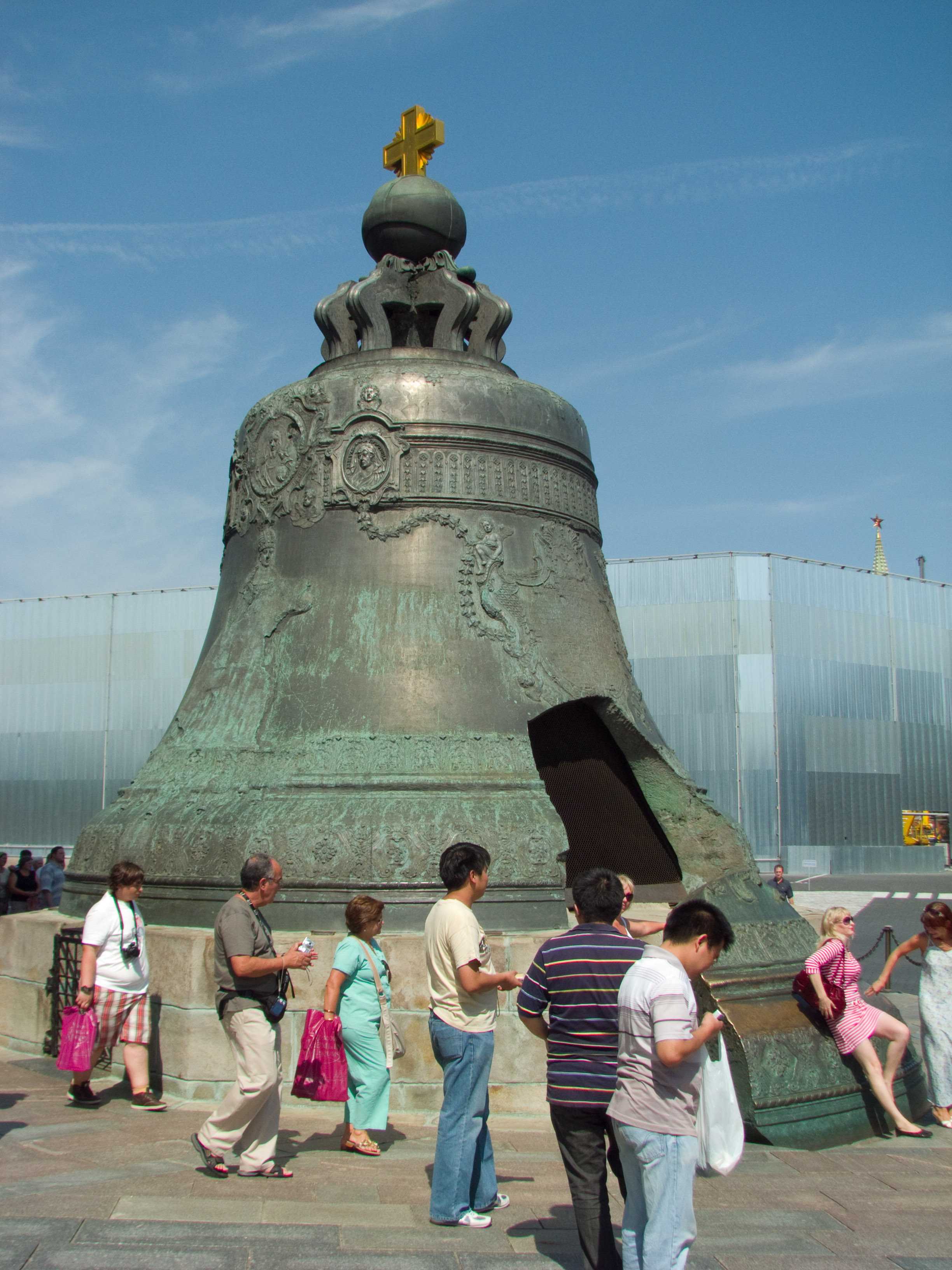
A moszkvai Cár-harang a Kreml egyik látványossága örök némaságra kárhoztatva

Az ókor változatos harangformái után a középkorban a méhkas- és a süvegcukor-forma terjedt el; ezekből fejlődött ki a 12. században a napjainkban jellemző gótikus, kehelyformájú harang. Ennél a típusnál a felső vállrész átmérője fele az alsó perem átmérőjének, a magasság pedig négyötöde. Az ilyen harang hangszerkezete harmonikussá tehető. A kora középkori harangok a ma megszokott templomi harangoknál jóval kisebbek voltak, a méretek növekedése a 13-14. századtól tapasztalható.
A világ valaha készült legnagyobb harangját, a legendás Dhammazedi nagyharangot 1484-ben öntötték a mai Mianmar területén, tömege meghaladta a 297 tonnát, ám 1608-as elrablásakor a folyóba veszett. A jelenlegi legnagyobb darab a moszkvai Cár-harang, amely azonban sohasem szólalt meg, mivel az öntését követően egy 1737-es tűzvész után a 216 tonnás harangból letört egy 11 tonnás darab, azóta a Kreml egyik legfőbb látványosságaként szolgál. A legnagyobb megszólaltatható harang a 2000-ben öntött 116 tonnás kínai Jószerencse harang, míg a második helyen az 1810-ben elkészült szintén burmai, közel 91 tonnás Mingun harang áll.